# Woodbury County Courthouse
Das Woodbury County Courthouse in Sioux City ist das Justiz- und Verwaltungsgebäude (Courthouse) des Woodbury County im Westen des US-amerikanischen Bundesstaates Iowa. 

## Geschichte
Nachdem das County 1851 offiziell gegründet wurde, ist zwei Jahre später der erste Gerichts- und Verwaltungssitz vorerst in einer Blockhütte untergebracht worden. Im Jahr 1856 wurde die Verwaltung nach Sioux City verlegt, hatte aber noch keinen permanenten Sitz. Erst 1875 entschieden sich die Bürger für den Bau eines offiziellen Justiz- und Verwaltungsgebäudes für das County, das drei Jahre später fertiggestellt wurde. Weil die Bevölkerung inzwischen stark angestiegen war, wurde 1914 der Bau eines neuen und größeren Gebäudes beschlossen. 
Der mit dem Bau beauftragte Architekt William L. Steele bezog George Grant Elmslie und William Gray Purcell als Assistenten in die Planungen für das Gebäude im Stil der Prairie Houses ein, das im Jahr 1918 seiner Bestimmung übergeben wurde.
Das Gebäude wurde 1973 mit der Referenznummer 73000744 in das National Register of Historic Places aufgenommen. Im Jahr 1996 wurde das Gebäude wegen seiner architektonischen Bedeutung zum National Historic Landmark erklärt.